# Sutyna profunda
Sutyna profunda är en fjärilsart som beskrevs av Smith 1900. Sutyna profunda ingår i släktet Sutyna och familjen nattflyn. Inga underarter finns listade i Catalogue of Life.